# Augusto Fernández (pilote moto)
Pour les articles homonymes, voir Fernández.
Augusto Fernández Guerra, né le 23 septembre 1997 à Madrid, est un pilote de vitesse moto espagnol. Il participe actuellement au championnat du monde de vitesse Moto GP,.
Augusto Fernández, sacré Champion d’Europe Junior en 2014, a couru en Superstock 600, où il décroche une victoire lors de la saison 2015. Cinquième du Championnat d’Espagne Moto2 l’année suivante, ce Madrilène commence sa campagne 2017 par un nouveau podium, avant d’être appelé par Speed Up pour faire ses premiers pas en mondial Moto2 à compter du GP d’Italie 2017. Malgré six petits points inscrits, le pilote ibérique ne retrouve pas de guidon et retourne donc en FIM CEV Repsol Moto2. Mais Pons HP 40 l’appelle en amont du GP de Catalogne 2018 pour remplacer Héctor Barberá. L’Espagnol se hissera dans le Top 8 à trois reprises, passant même tout près du podium au Japon, ce qui lui vaudra d’être reconduit en vue de 2019.

## Résultats en championnat
Résultats en Championnats du monde de vitesse moto depuis ses débuts en 2017 :

### Par saison
(Mise à jour après le Grand Prix moto solidaire de Barcelone 2024)
| Année | Catégorie | Équipe                      | Moto     | Courses | Victoires | Podiums | Poles | MT | Points | Position |
| ----- | --------- | --------------------------- | -------- | ------- | --------- | ------- | ----- | -- | ------ | -------- |
| 2017  | Moto2     | Speed Up Racing             | Speed Up | 13      | 0         | 0       | 0     | 0  | 6      | 31e      |
| 2018  | Moto2     | Pons HP40                   | Kalex    | 12      | 0         | 0       | 0     | 1  | 45     | 18e      |
| 2019  | Moto2     | Flexbox HP40                | Kalex    | 17      | 3         | 5       | 1     | 3  | 207    | 5e       |
| 2020  | Moto2     | EG 0,0 Marc VDS             | Kalex    | 14      | 0         | 0       | 0     | 1  | 71     | 13e      |
| 2021  | Moto2     | Elf Marc VDS Racing Team    | Kalex    | 18      | 0         | 6       | 0     | 1  | 174    | 5e       |
| 2022  | Moto2     | Red Bull KTM Ajo            | Kalex    | 20      | 4         | 9       | 2     | 5  | 271,5  | 1er      |
| 2023  | MotoGP    | GasGas Factory Racing Tech3 | KTM      | 20      | 0         | 0       | 0     | 0  | 71     | 17e      |
| 2024  | MotoGP    | Red Bull GasGas Tech3       | KTM      | 20      | 0         | 0       | 0     | 0  | 27     | 20e      |
| Total |           |                             |          | 133     | 7         | 20      | 3     | 11 | 872,5  |          |

- *Saison en cours

### Par catégorie
(Mise à jour après le Grand Prix moto solidaire de Barcelone 2024)
| Catégorie | Année     | 1er GP   | 1er podium | 1re victoire | Courses | Victoires | Podiums | Pole | M.tours | Points | Titres |
| --------- | --------- | -------- | ---------- | ------------ | ------- | --------- | ------- | ---- | ------- | ------ | ------ |
| Moto2     | 2017-2022 | ITA 2017 | ESP 2019   | NED 2019     | 94      | 7         | 20      | 3    | 11      | 774,5  | 1      |
| MotoGP    | 2023-     | POR 2023 |            |              | 39      | 0         | 0       | 0    | 0       | 98     | 0      |
| Total     | 2017-     |          |            |              | 133     | 7         | 20      | 3    | 11      | 872,5  | 1      |

### Par course
| Sais | Cat    | Moto     | 1       | 2       | 3       | 4        | 5       | 6       | 7       | 8       | 9       | 10     | 11      | 12     | 13      | 14     | 15      | 16      | 17      | 18      | 19      | 20      | Clas | Pts   |
| ---- | ------ | -------- | ------- | ------- | ------- | -------- | ------- | ------- | ------- | ------- | ------- | ------ | ------- | ------ | ------- | ------ | ------- | ------- | ------- | ------- | ------- | ------- | ---- | ----- |
| 2017 | Moto2  | Speed Up | QAT     | ARG     | AME     | SPA      | FRA     | ITA 25  | CAT 21  | NED 19  | GER Ab. | CZE 27 | AUT 16  | GBR 26 | RSM Ab. | ARA 22 | JPN 16  | AUS 17  | MAL 12  | VAL 14  |         |         | 31e  | 6     |
| 2018 | Moto2  | Kalex    | QAT     | ARG     | AME     | SPA      | FRA     | ITA     | CAT 14  | NED 12  | GER 15  | CZE 12 | AUT Ab. | GBR C  | RSM Ab. | ARA 13 | THA Ab. | JPN 6   | AUS 4   | MAL Ab. | VAL 8   |         | 18e  | 45    |
| 2019 | Moto2  | Kalex    | QAT 5   | ARG DNS | AME     | SPA 3    | FRA 3   | ITA 5   | CAT 4   | NED 1   | GER 6   | CZE 8  | AUT 5   | GBR 1  | RSM 1   | ARA 22 | THA 4   | JPN 8   | AUS 19  | MAL 11  | VAL 6   |         | 5e   | 207   |
| 2020 | Moto2  | Kalex    | QAT Ab. | SPA 13  | ANC 13  | CZE 5    | AUT 8   | STY Ab. | RSM 5   | EMR 18  | CAT Ab. | FRA 4  | ARA 11  | TER 8  | EUR DNS | VAL 15 | POR 8   |         |         |         |         |         | 13e  | 71    |
| 2021 | Moto2  | Kalex    | QAT 14  | DOA 6   | POR 5   | SPA Ab.  | FRA Ab. | ITA Ab. | CAT 5   | GER Ab. | NED 3   | STY 3  | AUT 3   | GBR 6  | ARA 3   | RSM 6  | AME 4   | EMI 2   | ALR 9   | VAL 3   |         |         | 5e   | 174   |
| 2022 | Moto2  | Kalex    | QAT 4   | IND 5   | ARG Ab. | AME 9    | POR Ab. | ESP 4   | FRA 1   | ITA 5   | CAT 3   | GER 1  | NED 1   | GBR 1  | AUT 5   | RSM 3  | ARA 3   | JPN 2   | THA 7   | AUS Ab. | MAL 4   | VAL 2   | 1er  | 271,5 |
| 2023 | MotoGP | KTM      | POR 13  | ARG 11  | AME 10  | ESP 13   | FRA 4   | ITA 15  | ALL 11  | NED 10  | GBR 118 | AUT 14 | CAT 9   | RSM 16 | IND Ab. | JPN 7  | INA Ab. | AUS Ab. | THA 17  | MAL 14  | QAT 159 | VAL Ab. | 17e  | 71    |
| 2024 | MotoGP | KTM      | QAT 17  | POR 11  | AME 14  | ESP Ab.7 | FRA 13  | CAT Ab. | ITA Ab. | NED 14  | ALL 16  | GBR 16 | AUT 15  | ARA 12 | RSM Ab. | EMI 18 | INA Ab. | JPN Ab. | AUS 179 | THA Ab. | MAL 10  | SLD 19  | 20e  | 27    |

*Saison en cours

## Palmarès

### Victoires en Moto2: 7
| Année | Lieu du Grand Prix                 | Circuit                               | Ville                |
| ----- | ---------------------------------- | ------------------------------------- | -------------------- |
| 2019  | Grand Prix moto des Pays-Bas       | Circuit Assen                         | Assen                |
| 2019  | Grand Prix moto de Grande-Bretagne | Circuit de Silverstone                | Silverstone          |
| 2019  | Grand Prix moto de Saint-Marin     | Misano World Circuit Marco Simoncelli | Misano               |
| 2022  | Grand Prix moto de France          | Circuit Bugatti                       | Le Mans              |
| 2022  | Grand Prix moto d'Allemagne        | Sachsenring                           | Hohenstein-Ernstthal |
| 2022  | Grand Prix moto des Pays-Bas       | Circuit Assen                         | Assen                |
| 2022  | Grand Prix moto de Grande-Bretagne | Circuit de Silverstone                | Silverstone          |